# Stadionflat
De Stadionflat is een gebouw in de Nederlandse stad Utrecht.
Het betreft een woonflat nabij stadion Galgenwaard, die rond 1958 is gebouwd naar ontwerp van de architect P.J. Koster. Het was de eerste flat van 10 etages hoog in de stad. Het gebouw bevat 53 drie- en vierkamerappartementen en 30 garageboxen. De Utrechtse kunstenaar J. Boon vervaardigde op iedere galerij een muurschildering van een gestileerde vogel. Omstreeks 2017 werd de Stadionflat gewaardeerd als gemeentelijk monument.